# 쉬사오슝
쉬사오슝(許紹雄, 허소웅, 영문명은 Benz Hui, Ben Hui, 1948년 11월 30일 ~ )은 중화인민공화국 홍콩 특별행정구의 연극배우, 영화배우, 텔레비전 연기자이다.

## 생애
영국령 홍콩에서 출생하였으며 지난날 한때 중화인민공화국 광둥성 광저우시 판위 구에서 잠시 유아기를 보낸 적이 있는 그는 1967년 홍콩에서 연극배우 첫 데뷔하였고 5년 후 1972년 홍콩 영화 《연경인(年輕人)》의 단역으로 영화배우 데뷔하였으며 이어 같은 해 홍콩의 텔레비전 드라마에 첫 출연하였고 이듬해 1973년 영화 《Hong Kong style》에 단역 출연에 이어 영화 《독녀(毒女)》에 조연하였다. 또한 그는 영화와 텔레비전 드라마에서 감초 연기로 정평이 나 있다.
그의 고모할머니인 여성 문필가 쉬광핑(許廣平)은 중국 문학가 루쉰(魯迅)의 2번째 부인이며 중국공산당 전국인민정치협상회의 상임위원을 지낸 인물이다.

## 친척 관계
- 고모할머니: 쉬광핑(許廣平, 1898년 2월 12일 ~ 1968년 3월 3일, 중화인민공화국의 여성 문필가. 중국 문학가 루쉰(魯迅)의 2번째 부인. 前 중국공산당 전국인민정치협상회의 상임위원.)
- 고모부할아버지: 루쉰(魯迅, 1881년 9월 25일 ~ 1936년 10월 19일, 중국의 문학가. 前 중화민국 광저우 중산 대학교 교수.)
- 고조할아버지: 쉬잉쭝(許應騤, 1830년 2월 ~ 1903년 7월 22일, 중국 청나라 왕조의 대신(大臣) 겸 무신(武臣).)
- 재종조할아버지: 쉬충하오(許崇灝, 1881년 출생 ~ 1957년 사망, 중화인민공화국의 정치인. 前 중화인민공화국 상하이 문예사박물관 고문.)
- 재종조할아버지: 쉬충즈(許崇智, 1886년 10월 26일 ~ 1965년 1월 25일, 중화민국의 군인, 정치인. 前 중국국민당 최고위원.)

## 주요 출연작

### 영화
- 1972년 《연경인(年輕人)》
- 1973년 《Hong Kong style》
- 1973년 《독녀(毒女)》
- 1984년 《천지현문(天地玄門)》
- 1989년 《복성틈강호(福星闖江湖)》
- 1990년 《일교 OK(一咬 OK)》
- 2003년 《율정신인왕(律政新人王)》
- 2003년 《신찰사매 2 : 미려임무(新紮師妹 2: 美麗任務)》
- 2004년 《대사건(大事件)》 - 호이 역
- 2010년 《비취명주(翡翠明珠)》